# 水道橋博士
水道桥博士（1962年8月18日—），日本喜剧演员，喜剧二人组浅草小子的成员。他的真名是小野正芳。出生在日本冈山县仓敷。他也是一名漫才演员、评论员，以及杂志专栏和散文的作家。
水道桥的代表作是《Office Kitano》。

## 略历

### 2020年代
2020年，由于玉袋主动退出TAP，实际上结束了作为组合的活动。
2022年5月15日，他在川崎市的沟口站前向进行演讲的令和新选组代表山本太郎进行了提问，当场接受了参选请求。
2022年5月26日，他在东京都内进行街头演讲，并表示将在同年夏天的第26届参议院议员选举比例区中作为令和新选组候选人参加竞选。

## 政策主张

### 宪法
- 关于修改宪法，在2022年NHK的问卷调查中回答“反对”[6]。

- 关于“宪法第9条的修改”，在2022年每日新闻社的问卷调查中回答“反对”[7]。

- 关于“明确自卫队在第9条的存在”，在2022年NHK的问卷调查中回答“不好说”。在同年NTV的问卷调查中回答“反对”[6]。

- 关于“修改宪法并设置紧急事态条款”，在2022年NHK的问卷调查中回答“反对”[6]。

### 外交、安全保障
- 关于“拥有攻击敌方基地的能力”，在2022年NHK的问卷调查中回答“较为反对”[6]。在同年NTV的问卷调查中回答“反对”[8]。

- 关于“普天间基地的边野古移建”，在2022年每日新闻社的问卷调查中回答“较为反对”[7]。

- 俄罗斯于2022年2月24日开始全面军事入侵乌克兰[9]。对于日本政府对俄罗斯采取的制裁措施的问题，在2022年NHK的问卷调查中回答“适当”[6]。在同年每日新闻社的问卷调查中回答“现在的制裁是妥当的”[7]。

- 2022年6月7日，政府在内阁会议上决定了经济财政运营的方针“骨太方针”。以北约成员国军费目标的“占GDP2%以上”为例，明确了在5年内彻底强化防卫能力的方针[10]。对于“今后应该如何考虑防卫军费”的问题，在2022年NHK的问卷调查中回答“应有所减少”[6]。

### 性别
- 关于“引入选择性夫妇别姓制度”，在2022年NHK的问卷调查中回答“赞成”[6]。

- 关于“允许同性婚姻的法律修改”，在2022年NHK的问卷调查中回答“赞成”[6]。

- 关于“导入配额制度”，在2022年NHK的问卷调查中回答“赞成”[6]。

### 其他
- 主张判决打耳光法制化。因为政府和大企业等一些权势人物的不当言论，为恐吓批评自己的人，以威压为目的而进行的“打耳光审判”现象十分猖獗。应该像美国多个州一样，呼吁打耳光诉讼制度的必要性[11]。

- 主张废止消费税和发票制度[11]。

- 主张设立“文化艺术定额支援金”。疫情对文化艺术领域的经济打击，与观光、餐饮等其他行业相比，是非常大的。因此，有必要支援艺术家和工作人员的生活基础[11]。

- 关于“今后应该如何处理对原子能发电依赖”的问题，在2022年NHK的问卷调查中回答“应该降低”[6]。

- 关于安倍经济学，在2022年每日新闻社的问卷调查中回答“不能评价，应该重新审视”[7]。

- 关于“国会议员被选举权年龄的降低”，在2022年每日新闻社的问卷调查中回答“赞成”[7]。

- 关于“在网络上进行投票”，在2022年NTV的问卷调查中回答“赞成”[8]。

## 脚注
1. ↑  『オールナイトニッポン傑作選』p.39。水道橋博士インタビュー。
2. ↑  木村元彦「現代の肖像 水道橋博士」『AERA』2006年1月30日号
3. ↑  . KKベストセラーズ. 2022-05-30  [2022-06-24]. （原始内容存档于2022-05-30）.
4. ↑  . 毎日新聞. 2022-05-26  [2022-05-26]. （原始内容存档于2022-06-28）.
5. 1 2 3 4 5 6 7 8 9 10  . 候補者アンケート - 参院選2022. NHK.   [2022-06-27]. （原始内容存档于2022-06-28）.
6. 1 2 3 4 5  . 第26回参院選. 毎日新聞社.   [2022-06-28]. （原始内容存档于2022-06-28）.
7. 1 2  . www.ntv.co.jp.   [2022-07-06]. （原始内容存档于2022-07-06） （日语）.
8. ↑  . ロイター. 2022-02-24  [2022-02-28]. （原始内容存档于2022-06-08）.
9. ↑  川田篤志、柚木まり. . 東京新聞. 2022-06-08  [2022-06-27]. （原始内容存档于2022-07-21）.
10. 1 2 3  水道橋博士の政策 （页面存档备份，存于）水道橋博士の世界党